# Championnats du monde de tennis de table 1977
Navigation
Édition précédente Édition suivante
Les championnats du monde de tennis de table 1977, trente-quatrième édition des championnats du monde de tennis de table, ont lieu du 28 mars au 7 avril 1977 à Birmingham, au Royaume-Uni.
Le titre simple messieurs est remporté par le japonais Mitsuru Kōno, et le double mixte par les français Jacques Secrétin et Claude Bergeret.

## Résultats par équipes
| Event                                | Or                                                             | Argent                                                                        | Bronze                                                                             |
| ------------------------------------ | -------------------------------------------------------------- | ----------------------------------------------------------------------------- | ---------------------------------------------------------------------------------- |
| Swaythling Cup Par équipes messieurs | Chine Guo Yuehua Huang Liang Li Zhenshi Liang Geliang Wang Jun | Japon Tetsuo Inoue Mitsuru Kōno Masahiro Maehara Norio Takashima Tokio Tasaka | Suède Stellan Bengtsson Kjell Johansson Ake Gronlund Roger Lagerfeldt Ulf Thorsell |
| Coupe Corbillon Par équipes dames    | Chine Ge Xinai Zhang Deying Zhang Li Zhu Xiangyun              | Corée du Sud Chung Hyun-sook Kim Soon-ok Lee Ailesa Lee Ki-won                | Corée du Nord Pak Yong-ok Pak Yung-sun Kim Chang-ae Li Song-suk                    |

## Résultats individuels et en doubles
| Event             | Or                               | Argent                      | Bronze                            |
| ----------------- | -------------------------------- | --------------------------- | --------------------------------- |
| Simple messieurs  | Mitsuru Kohno                    | Guo Yuehua                  | Liang Geliang                     |
| Simple messieurs  | Mitsuru Kohno                    | Guo Yuehua                  | Huang Liang                       |
| Simple dames      | Pak Yung-Sun                     | Zhang Li                    | Ge Xinai                          |
| Simple dames      | Pak Yung-Sun                     | Zhang Li                    | Zhang Deying                      |
| Doubles messieurs | Li Zhenshi Liang Geliang         | Huang Liang Lu Yuansheng    | Stellan Bengtsson Kjell Johansson |
| Doubles messieurs | Li Zhenshi Liang Geliang         | Huang Liang Lu Yuansheng    | Antun Stipančić Dragutin Šurbek   |
| Double dames      | Pak Yong-ok Yang Ying            | Zhu Xiangyun Wei Lijie      | Zhang Li Ge Xinai                 |
| Double dames      | Pak Yong-ok Yang Ying            | Zhu Xiangyun Wei Lijie      | Lee Ki-won Kim Soon-ok            |
| Double mixte      | Jacques Secrétin Claude Bergeret | Tokio Tasaka Sachiko Yokota | Li Zhenshi Yan Guili              |
| Double mixte      | Jacques Secrétin Claude Bergeret | Tokio Tasaka Sachiko Yokota | Lee Sang-kuk Lee Ki-won           |